# Partis d'opposition en Iran
Les oppositions iraniennes se caractérisent avant tout comme des mouvements contestant les fondements de la république islamique. La plupart des mouvements d'opposition qui ont été supprimés ou interdits dans le pays à la fois au temps de la monarchie ou au temps de la république islamique se sont réorganisés à l'étranger.
Actuellement, ces oppositions iraniennes ont du mal à s'imposer en Iran puisque le régime n'hésite pas à les censurer par divers moyens. Cependant, il y a des tensions entre les oppositions, en raison de leurs doctrines, et de leurs visions pour l'Iran.
Il existe plus de 35 partis à l'extérieur de l'Iran; ils peuvent être divisés en quatre branches idéologiques:
- les monarchistes
- les républicains
- les islamistes
- les marxistes

Nombre d'Iraniens ne connaissent pas la majorité de ces 35 partis politiques en exil. Les partis connus par tous les iraniens sont les moudjahiddines du peuple iranien, les monarchistes, le Front national, la Fadayan-e Khalq et le parti Tudeh (considéré par certains comme le "vrai" parti communiste). En guise d'exemple, peu d'iraniens sont au courant de l'existence du parti hekmatiste bien que celui-ci soit très actif hors d'Iran.
Depuis septembre 2005, certains partis en exil qui étaient auparavant très divisés (parfois même au sein de groupes ayant la même idéologie) ont commencé à s'unir et à créer un parlement en exil.

## Monarchistes
Plusieurs partis monarchistes soutiennent la restauration de la monarchie en Iran. Avec des degrés divers d'enthousiasme, les monarchistes sont d'accord pour dire que Reza Cyrus Pahlavi, le fils aîné du dernier Shah d'Iran, était l'héritier légitime du trône du paon. L'ancien dauphin s'est proclamé lui-même Shah Reza Pahlavi II en 1980 après la mort de son père. Il a par la suite annoncé qu'il voulait régner comme un monarque constitutionnel avec un rôle similaire à celui du roi d'Espagne. Il mène aujourd'hui le Parti constitutionnaliste de l'Iran. Le groupe monarchiste le plus actif en dehors de l'Iran est le Mouvement de résistance nationale de l'Iran, basé à Paris et sous la direction de Shahpour Bakhtiar (lui-même contre le Shah pour son caractère autoritaire). La position officielle de ce mouvement était de restaurer la constitution de 1906 telle que ses rédacteurs la voyaient, avec un Shah qui règne plutôt qu'il dirige. En 1983, le groupe de Bakhtiar a accepté de coopérer avec un autre groupe basé à Paris, le Front de libération de l'Iran, qui était mené par Ali Amini, lui aussi ancien premier ministre. Quand Manuchehr Ganji, un ancien membre de cabinet royal, a rompu les liens avec Amini en 1986, de nombreux partisans du Front de Libération l'ont rejoint afin de former un parti rival appelé Bannière de Kaveh, d'après la légende d'un forgeron des temps pré-islamiques qui a battu un tyran et a aidé un Shah juste à revenir sur le trône d'Iran.
Autres partis monarchistes: 
- Rastakhiz

## Partis républicains
Les partis démocratiques consistent eux aussi en plusieurs groupes, dont la caractéristique commune est d'être tous républicains. Certains d'entre eux, comme le Front National Démocratique et le parti kurde démocratique d'Iran ont aussi épousé le socialisme a des degrés divers. Le Front national (Jebhe-ye Melli), sous la direction de Karim Sanjabi et le Front National Démocratique de Hedayatollah Matin-Daftari sont tous deux basés à Paris. Ces deux partis ont une activité politique très réduite depuis 1982, bien que ce dernier ait rejoint le Conseil national de la résistance iranienne, dominé par les moudjahiddines, en 1982. À l'opposé se trouve le parti kurde démocratique d'Iran, qui soutient les droits culturels et politiques des kurdes au sein d'un gouvernement fédéral, se bat contre la République islamique d'Iran depuis 1979. Cependant, au début de 1986, les forces du parti kurde avaient été poussées hors du kurdistan iranien et continuaient à mener des actions de guérilla sur l'armée et sur les Pasdaran depuis des bases situées dans le Kurdistan irakien ou turc.
Les autres partis d'importance au sein de ce groupe sont:
- le Parti pan-iraniste d'Iran,
- le Parti de la Nation d'Iran.

## Partis islamistes
En 1987, le principal parti islamique d'opposition au gouvernement iranien était les Mujahideen-e Khalq (MKO, Moudjahiddines du Peuple iranien ou OMPI), parti fondé en 1965 par un groupe de jeunes chiites. Tous étaient des diplômés de l'enseignement supérieur qui pensaient que la lutte armée était le seul moyen de mettre fin au régime du Shah. Au début des années 1970, les Moudjahiddines se sont engagés dans des affrontements armés avec l'armée et ont organisé des actes de terrorisme. Les Moudjahiddines ont été écrasés pour une bonne partie en 1975, mais le mouvement a re-émergé début 1979 et s'est depuis revitalisé. Ces interprétations de l'Islam, cependant, ont vite causé des problèmes avec le parti islamique républicain. Pendant l'été 1981, les Moudjahiddines ont sans succès essayé de provoquer un soulèvement armé contre le gouvernement. Plus de 7500 Moudjahiddines furent tués pendant ce conflit, et en moins d'une année, le mouvement était de nouveau écrasé.
Massoud Rajavi, dirigeant des Moudjahiddines, a réussi à s'échapper d'Iran en même temps que Abolhassan Bani Sadr en juillet 1981, et a essayé d'augmenter sa base en invitant tous les partis non-monarchistes à rejoindre le conseil national de la résistance iranienne (CNRI), que lui et Bani Sadr ont créé pour coordonner l'opposition.
Bien que la plupart des partis se soient abstenus de coopérer avec les Moudjahiddines, ils ont néanmoins réussi à recruter des nouveaux membres aux États-Unis et dans les grandes villes de l'Europe occidentale aux importantes communautés iraniennes. Du point de vue des autres partis politiques, la position la plus controversée des moudjahiddines est la reconnaissance publique de ces liens avec l'Irak à partir de 1983. Ce sujet était sensible même au sein du Conseil national de la résistance et a mené à la rupture de Bani Sadr avec Rajavi en 1984.
Les moudjahiddines ont maintenu des contacts clandestins avec des sympathisants en Iran, et ces cellules dormantes commettent régulièrement des actes terroristes. Pour cette raison, Téhéran est devenue plus préoccupée par eux que par les autres groupes d'opposition basés à l'étranger. La liberté que les moudjahiddines connaissaient en France est devenue un sujet de discorde entre les gouvernements français et iraniens après 1982. Quand Paris a cherché à améliorer les relations fin 1985, le premier ministre Musavi a posé des conditions de restriction de leurs activités afin de normaliser les relations. En juin 1986, la France a fait pression sur les moudjahiddines afin qu'ils restreignent leurs activités. Ceci a poussé Rajavi à accepter une invitation du président irakien Saddam Hussein à installer leur quartier général à Bagdad. Après le déménagement en Iran, les moudjahiddines ont mis en place des camps d'entrainement près du front de guerre et déclaraient régulièrement avoir traversé la frontière et s'être battu avec succès contre les Pasdaran. En juin 1987, Rajavi a annoncé la formation d'une Armée de Libération nationale réorganisée et agrandie, ouverte aux non-moudjahiddines, afin d'aider à renverser le gouvernement iranien.

### Le Conseil national de la résistance iranienne (CNRI)
Il s'agit d'un parlement en exil qui compte 540 membres. Le CNRI se préoccupe des problèmes internes de l'Iran. En effet, ce conseil est chargé d'instaurer des lois démocratiques dans le cadre d'un changement de régime. Les prises de décision les plus importantes qui ont été décidées par le CNRI, sont d'une part la reconnaissance des droits des femmes, de même que la liberté de culte. Le président élu et porte-parole officiel du Conseil national de la résistance iranienne est Massoud Radjavi.
Cette organisation a été considérée comme terroriste, en tant que branche politique de l'OMPI par les États-Unis et l'Union européenne.
Du  27 au 29 octobre 1999, à l'occasion de la visite en France de l'ancien président de la république islamique, Mohammad Khatami, il y a eu une série d'interpellations dans les rangs de l'opposition iranienne en France. Il y a eu, de plus, des incidents au sein du siège du CNRI en France, à Auvers-sur-Oise. Trente-neuf membres du CNRI ont été placés en garde à vue avant d’être remis en liberté en fin de matinée. Ces mesures auraient été, dit-on, négociées avec les autorités iraniennes.

## Marxistes
Comme les moudjahiddines, plusieurs partis politiques marxistes ont maintenu des cellules clandestines dans le pays. Les dirigeants du Tudeh, qui ont réussi à échapper aux arrestations massives du gouvernement et à la dissolution forcée de leur parti en 1983, ont rétabli le Tudeh en exil d'abord en République démocratique allemande. La Majorité Fedayin, qui a subi le même sort que le Tudeh en 1983, a été décimée par les persécutions du gouvernement; ces membres survivants auraient rejoint le Tudeh. Le Komala (Komala-ye Shoreshgari-ye Zahmat Keshan-e Kordestan-e Iran, un parti dominé par mais pas exclusivement kurde, a rejeté dès 1979 les politiques du Tudeh et de la Majorité Fedayin de coopération avec le régime et ont continué à se battre contre les forces gouvernementales jusqu'à fin 1985, quand ils ont été forcés de se retirer dans le Kurdistan irakien. La Minorité Fedayin s'est jointe au soulèvement moudjahiddine de 1981 et ils ont donc perdu la plupart de leurs cadres durant l'affrontement avec le régime. La minorité Fedayin possède des bureaux dans plusieurs villes d'Europe Occidentale et sur des campus américains.
Les autres partis importants au sein de ce groupe sont:
- le Parti communiste d’Iran
- le Parti communiste-ouvrier d'Iran
- le Parti communiste-ouvrier d'Iran - Hekmatiste
- le Parti de l'unité communiste-ouvrière